# جون باركر (رائد أعمال)
جون باركر (بالإنجليزية: John Parker)‏ هو مهندس ورائد أعمال بريطاني، ولد في 8 أبريل 1942 في جمهورية أيرلندا.

## وصلات خارجية
- جون باركر على موقع إن إن دي بي (الإنجليزية)